# Enterokolit
Enterokolit, av grekiska ἔντερον, "tarm", och κόλον, "tjocktarm", avser inflammation i tunntarmen (enterit) och tjocktarmen (kolit). Symptom på enterokolit är bland annat feber, leukocytos, buksmärtor och blodig diarré.